# .460 S&W Magnum

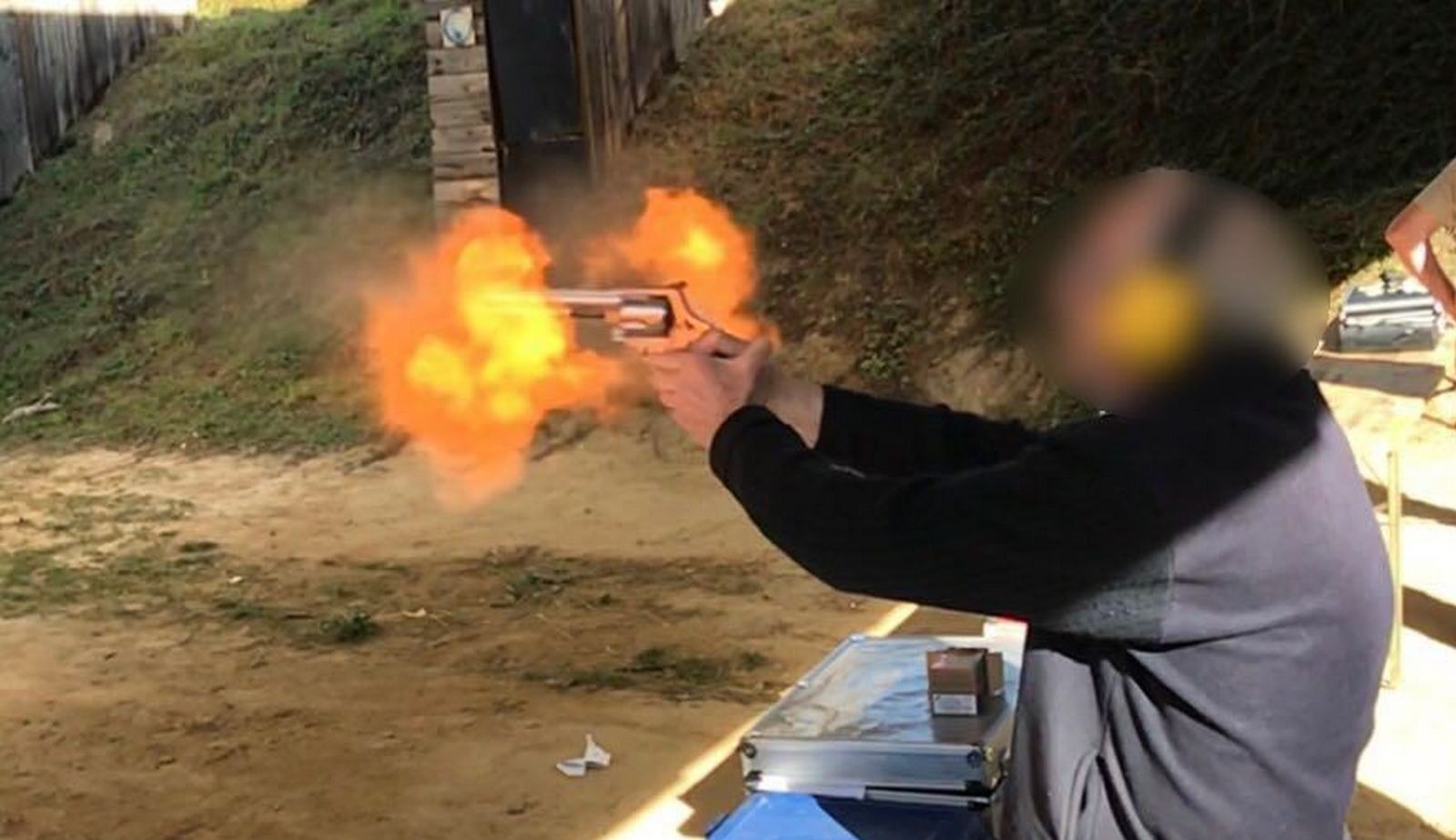

La .460 S&W Magnum est une cartouche à grande vélocité destinée à la chasse longue distance à l'arme de poing et chambrée dans les revolvers S&W modèle M460 et 460XVR à carcasse X, ainsi que la carabine à levier de sous-garde Modèle 90 produite par Big Horn Armory depuis 2015 sur la base des Winchester modèles 1886 et 1892 avec une carcasse renforcée. Annoncée en 2005 et développée en commun par Hornady et Smith & Wesson sur la base de la .454 Casull allongée de 10 mm, elle-même développée sur la base du .45 Colt créé en 1872 et mis en service en 1873 dans la US Army.

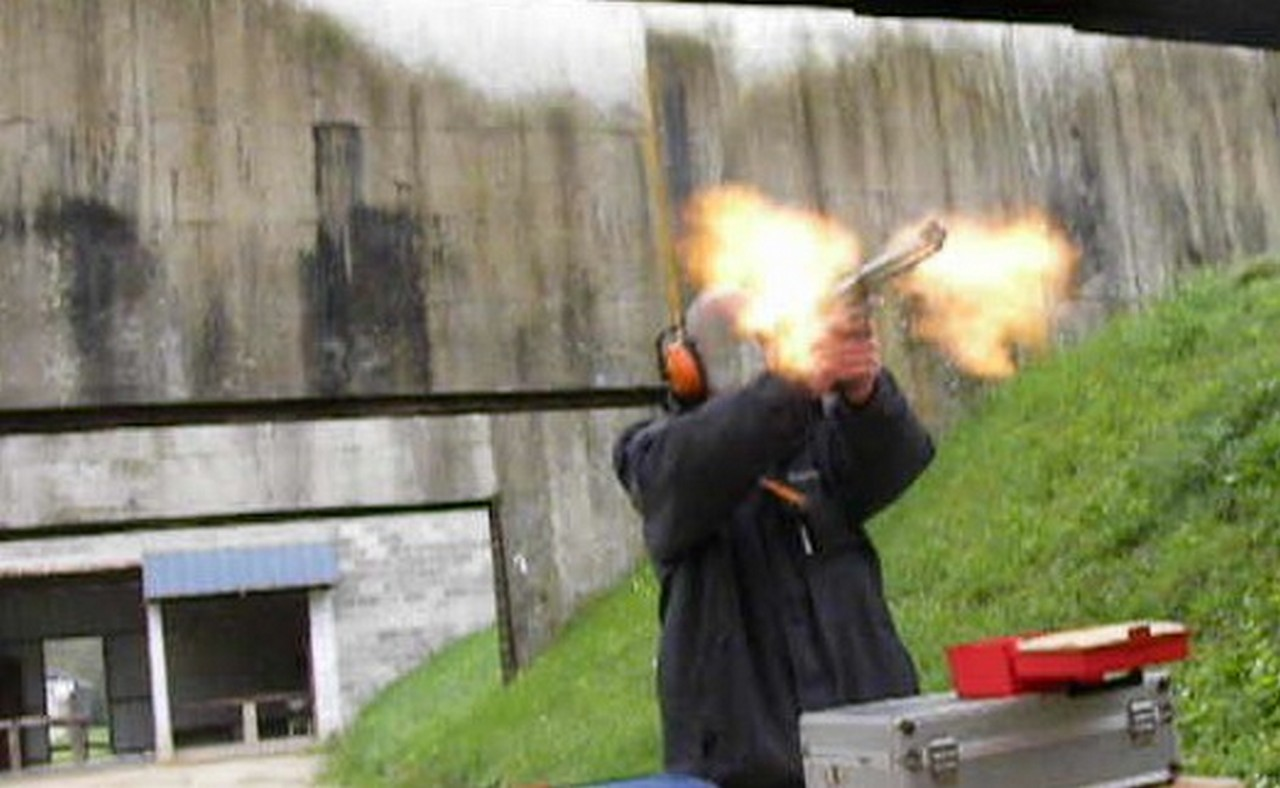
Puissance de feu du .460 S&W.
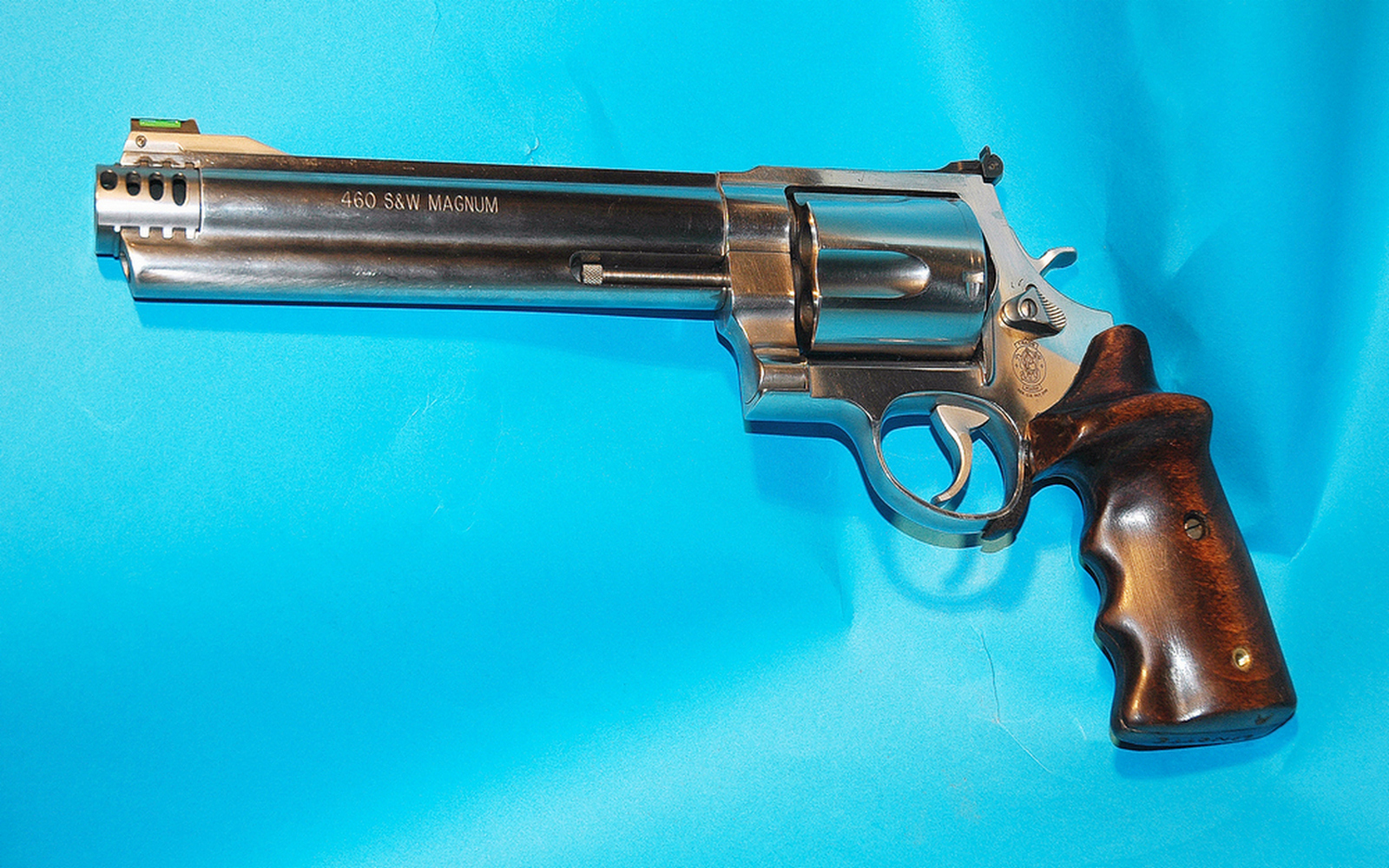
.460 Smith&Wesson XVR Magnum avec crosse en bois de fabrication artisanale.
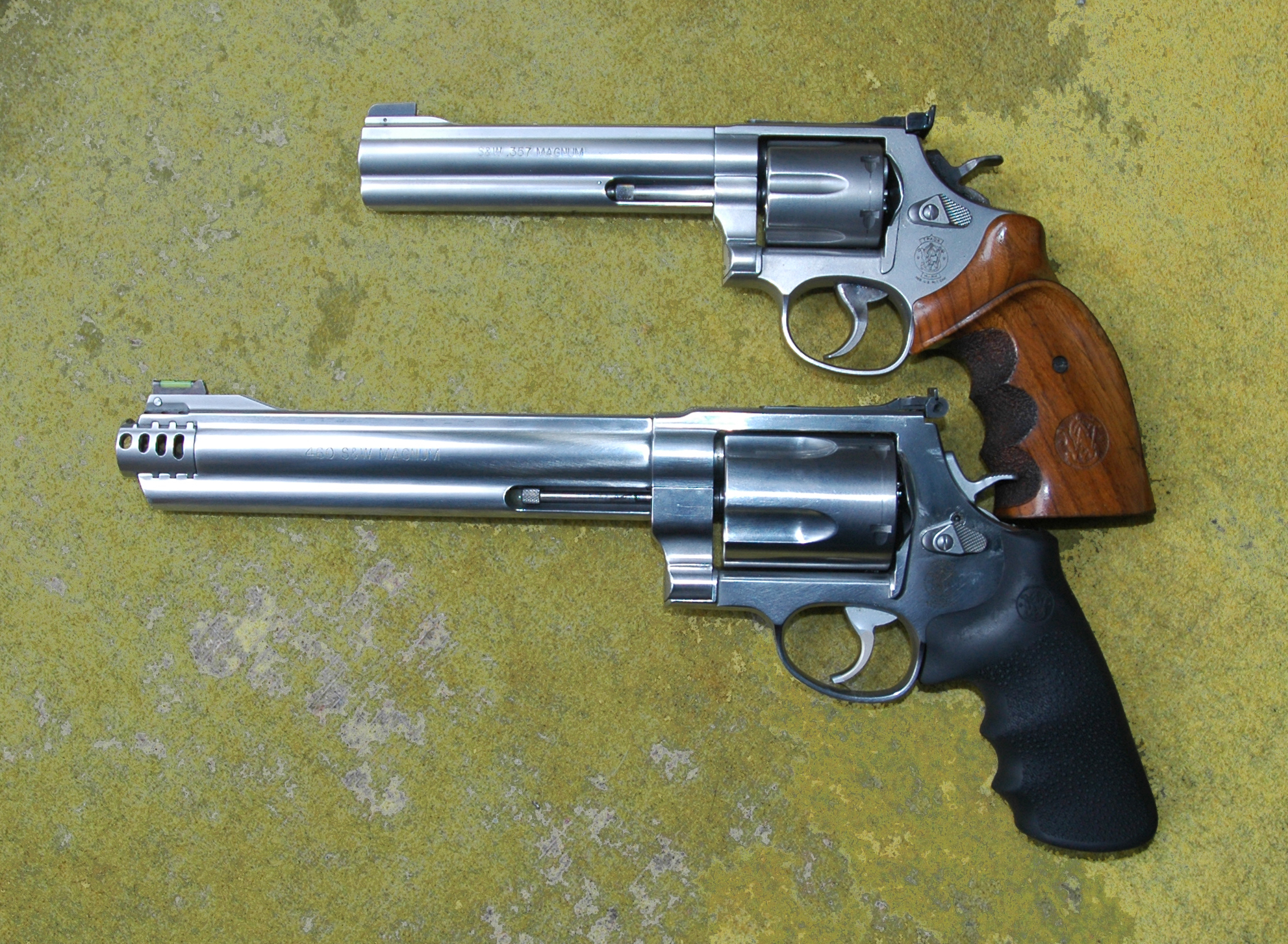
comparaison du .460 original et d'un .357 de la même marque.

## Munitions alternatives d'une arme chambrée en .460 S&W
Dans cette arme, il est possible de tirer quatre calibres : 
- .45 Smith & Wesson ou .45 Schofield (1875)
- .45 Colt ou .45LC (Long Colt) (1872)
- .454 Casull (1958)
- .460 Smith & Wesson Magnum (2005)

L'arme existe en plusieurs longueurs, de 2 à 14 pouces.

## Comparaisons du .460 S&W Magnum
Ce tableau présente les caractéristiques balistiques des munitions d'armes de poing les plus connues. La performance utile typique se base sur les caractéristiques des munitions standard du marché les plus fréquemment rencontrées, ceci à titre de comparaison.
La performance d'une munition, c'est-à-dire son impact sur la cible s'exprime en joules selon la formule E = 1/2 M.V2 où M est la masse et V la vitesse de la balle
Le recul ressenti dans l'arme, se mesure lui par la quantité de mouvement exprimée en kg m/s selon la formule Q = M.V
Ainsi une munition de calibre .45 ACP a une performance comparable à une munition de 9 mm Luger (environ 510 J), mais provoque un recul supérieur (3,87 kg m/s contre 2,89 kg m/s)
|                                        | Données balistiques (munitions du marché) | Données balistiques (munitions du marché) | Données balistiques (munitions du marché) | Données balistiques (munitions du marché) | Données balistiques (munitions du marché) | Données balistiques (munitions du marché) | Données balistiques (munitions du marché) | Données balistiques (munitions du marché) | Données balistiques (munitions du marché) | Données balistiques (munitions du marché) | performance utile typique* | performance utile typique* | performance utile typique* | performance utile typique* |
| Caractéristique                        | Diamètre balle                            | Diamètre balle                            | longueur cartouche                        | longueur douille                          | poids balle                               | poids balle                               | vitesse min                               | vitesse max                               | Energie min                               | Energie max                               | Poids                      | Vitesse                    | Energie                    | Recul                      |
| -------------------------------------- | ----------------------------------------- | ----------------------------------------- | ----------------------------------------- | ----------------------------------------- | ----------------------------------------- | ----------------------------------------- | ----------------------------------------- | ----------------------------------------- | ----------------------------------------- | ----------------------------------------- | -------------------------- | -------------------------- | -------------------------- | -------------------------- |
| unité                                  | mm                                        | pouce                                     | mm                                        | mm                                        | g                                         | Grain                                     | m/s                                       | m/s                                       | J                                         | J                                         | grain                      | m/s                        | J                          | kg m/s                     |
| Munitions de pistolet semi-automatique |                                           |                                           |                                           |                                           |                                           |                                           |                                           |                                           |                                           |                                           |                            |                            |                            |                            |
| .22 LR                                 | 5,56                                      | .223                                      | 25,40                                     | 15,60                                     | 1,9 - 2,6                                 | 30 - 40                                   | 370                                       | 500                                       | 180                                       | 260                                       | 32                         | 440                        | 200                        | 0,91                       |
| 7,65 mm Browning                       | 7,94                                      | .313                                      | 25                                        | 17,30                                     | 4-5                                       | 62-77                                     | 280                                       | 335                                       | 170                                       | 240                                       | 73                         | 318                        | 239                        | 1,50                       |
| 9 mm court                             | 9,01                                      | .355                                      | 25                                        | 17,30                                     | 6                                         | 90                                        | 290                                       | 350                                       | 280                                       | 360                                       | 90                         | 300                        | 260                        | 1,72                       |
| 9 mm Luger                             | 9,01                                      | .355                                      | 29,70                                     | 19,15                                     | 8-12                                      | 124-180                                   | 330                                       | 400                                       | 480                                       | 550                                       | 124                        | 360                        | 520                        | 2,89                       |
| 9 mm Imi                               | 9,01                                      | .355                                      | 29,70                                     | 21,15                                     | 8-12                                      | 124-180                                   | 330                                       | 400                                       | 480                                       | 550                                       | 124                        | 360                        | 520                        | 2,89                       |
| .38 super auto                         | 9,04                                      | .356                                      | 32,51                                     | 22,86                                     | 8-10                                      | 124-154                                   | 370                                       | 430                                       | 570                                       | 740                                       | 130                        | 370                        | 580                        | 3,12                       |
| .357 SIG                               | 9,06                                      | .357                                      | 28,96                                     | 21,97                                     | 6,5-8                                     | 100-124                                   | 410                                       | 490                                       | 690                                       | 820                                       | 125                        | 413                        | 692                        | 3,34                       |
| .40 S&W                                | 10,17                                     | .400                                      | 28,80                                     | 21,60                                     | 8,7-13                                    | 135 - 200                                 | 300                                       | 340                                       | 500                                       | 700                                       | 180                        | 295                        | 510                        | 3,44                       |
| 10 mm Auto                             | 10,17                                     | .400                                      | 32,00                                     | 25,20                                     | 9-15                                      | 140 - 230                                 | 350                                       | 490                                       | 680                                       | 960                                       | 180                        | 380                        | 996                        | 4,82                       |
| .45 ACP                                | 11,43                                     | .450                                      | 32,40                                     | 22,80                                     | 11-15                                     | 170 - 230                                 | 255                                       | 340                                       | 480                                       | 670                                       | 230                        | 260                        | 510                        | 3,87                       |
| .45 GAP                                | 11,43                                     | .450                                      | 27,20                                     | 19,20                                     | 11-15                                     | 170 - 230                                 | 255                                       | 340                                       | 480                                       | 670                                       | 200                        | 310                        | 624                        | 4,03                       |
| .454 Casull                            | 11,48                                     | .452                                      | 45,00                                     | 35,10                                     | 16 - 26                                   | 240 - 400                                 | 430                                       | 580                                       | 2300                                      | 2600                                      | 300                        | 500                        | 2460                       | 9,72                       |
| .50 AE                                 | 12,70                                     | .500                                      | 40,90                                     | 32,60                                     | 19 - 21                                   | 300 - 325                                 | 440                                       | 470                                       | 1900                                      | 2200                                      | 300                        | 470                        | 2150                       | 9,13                       |
| Munitions de revolver                  |                                           |                                           |                                           |                                           |                                           |                                           |                                           |                                           |                                           |                                           |                            |                            |                            |                            |
| .22 LR                                 | 5,56                                      | .223                                      | 25,40                                     | 15,60                                     | 1,9 - 2,6                                 | 30 - 40                                   | 370                                       | 500                                       | 180                                       | 260                                       | 32                         | 440                        | 200                        | 0,91                       |
| .22 Magnum                             | 5,56                                      | .223                                      | 34,30                                     | 26,80                                     | 1,9 - 3,2                                 | 30 - 50                                   | 470                                       | 700                                       | 410                                       | 440                                       | 40                         | 572                        | 430                        | 1,48                       |
| .38 Special                            | 9,06                                      | .357                                      | 39,00                                     | 29,30                                     | 8-10                                      | 124-154                                   | 270                                       | 350                                       | 300                                       | 450                                       | 158                        | 295                        | 435                        | 3,02                       |
| .357 Magnum                            | 9,06                                      | .357                                      | 40,00                                     | 33,00                                     | 8-12                                      | 124-180                                   | 380                                       | 520                                       | 780                                       | 1090                                      | 158                        | 395                        | 796                        | 4,04                       |
| .41 Magnum                             | 10,40                                     | .410                                      | 40,40                                     | 32,80                                     | 11 - 17                                   | 170 - 260                                 | 380                                       | 480                                       | 900                                       | 1800                                      | 210                        | 375                        | 956                        | 5,10                       |
| .44 Magnum                             | 10,90                                     | .429                                      | 41,00                                     | 32,60                                     | 16 - 22                                   | 240 - 340                                 | 350                                       | 450                                       | 1000                                      | 1800                                      | 240                        | 360                        | 1010                       | 5,59                       |
| .460 S&W Magnum                        | 11,48                                     | .452                                      | 58,40                                     | 46,00                                     | 13 - 26                                   | 200 - 400                                 | 465                                       | 700                                       | 2700                                      | 3800                                      | 260                        | 630                        | 3340                       | 10,64                      |